# Orthorapha cassidioides
Orthorapha cassidioides är en insektsart som beskrevs av John Obadiah Westwood 1832. Orthorapha cassidioides ingår i släktet Orthorapha och familjen spottstritar. Inga underarter finns listade i Catalogue of Life.